# Tanistry
Tanistry (z gaelského tana, panování) je následnický systém keltských národů, praktikovaný zejména v Irsku a Skotsku nejstarších dob. Byl založen na volbě následníka (tanista) ještě za života panovníka či náčelníka klanu, a to z předem definované skupiny (hlavy jednotlivých rodů, patrilineární příbuzní předchozích panovníků do stanoveného stupně příbuzenství, výjimečně i všichni mužští členové klanu). Tanist pak v případě smrti vládce automaticky nastupoval na jeho místo. Tento systém má své výhody (zejm. vláda vždy v rukou dospělého panovníka, není potřeba regent), ale i nevýhody (např. boje o trůn).
Tento systém byl v Irsku zrušen v době krále Jakuba I.
Od roku 1937 se termín tanist (ve formě Tánaiste) užívá jako oficiální označení funkce místopředsedy vlády Irské republiky.
Ve sjednoceném Skotsku tento systém zavedl Kenneth Mac Alpin, zakladatel první skotské královské dynastie, jenž roku 843 porazil Pikty. Jako vnuk piktské princezny měl podle piktského práva (všeobecně se předpokládá, že panovníci Piktů odvozovali svůj nárok na vládu matrilineárně) nárok na trůn, který využil, čímž došlo ke spojení Skotů přišedších v 5.–6. století ze severního Irska (Dál Riata) a původních Piktů.
Spojením dědičného práva Skotů a Piktů se následnictví dědí prostřednictvím otce i matky. Následníkem se stává nejbližší dospělý mužský příbuzný krále (většinou bratranec).
Tanistry končí na počátku 11. století, kdy se Malcolm II. pokusil přenést vládu na svou linii tím, že zavraždil svého bratrance Kennetha III. a jeho syna Boeda z Duffu. Tak se sice prosekal k trůnu, ale byl tu malý problém. Když byl v roce 1033 zavražděn jako kojenec jeho vnuk Boeda, nebyl na živu kromě Malcolma žádný následník v mužské linii dynastie MacAlpine. Malcolm umírá 25. listopadu 1034 na hradě Glamis. Ačkoliv o několik století později někteří kronikáři přijdou s povídkou o „úkladné vraždě“, dobové prameny hovoří o přirozené smrti. Kandidáty na trůn byli jeho tři vnuci, synové jeho dcer — Duncan (král Cumbrie a syn mormaera z Athollu Crínána z Dunkeldu), Macbeth (mormaer z Moray) a Thorfinn Sigurdsson (jarl z Orknejí). Zde začíná jeden z nejslavnějších příběhů skotské historie, jejímž dramatickým zpracováním je Shakespearův Macbeth. Výsledkem následujících událostí, které ale Shakespeare příliš věrně nevystihuje, je přechod královského trůnu na rod MacCrínanů (Dunkeldů), mormaerů z Athollu a dědičných opatů z Dunkeldu, tedy hlav samostatné skotské církve. Od dob Duncanova syna Malcolma III. se pravidla tanistry dodržují již jen formálně a je zavedeno pravidlo primogenitury. Rod MacCrínánů (Dunkeldů) nastupuje osobou Malcolma III. na trůn roku 1058 a vládne až do roku 1283. V tomto roce umírá Alexandr III.
Základní principy tanistry však hrají důležitou úlohu i v následujícím období bojů o skotský trůn, kdy je pro kandidaturu rodu de Bruce zdůrazňován vyšší věk hlavy rodu (a tedy i zralost a větší připravenost k vládě – významný prvek volby tanista) oproti jeho protivníkovi z rodu Comyn (ten však měl silnější nárok z hlediska primogenitury, neboť byl potomkem starší linie královského rodu).